# Антюшевская
 Антюшевская  — деревня в Лузском муниципальном округе Кировской области.

## География
Расположена на расстоянии примерно 2 км по прямой на юго-запад от западной окраины районного центра города Луза на левобережье реки Луза.

## История
Известна с 1620 года как деревня Олтушевская или Большой Двор с 8 дворами, в 1727 году (Антушевская) 2 двора. В 1859 году здесь (Антюшевская или Двор Большой) дворов 10 и жителей 89, в 1926 26 и 169, в 1989 9 жителей. До конца 2020 года находилась в составе Лузского городского поселения.

## Население
Постоянное население составляло 6 человек (русские 100%) в 2002 году, 6 в 2010.